# Валеро, Борха
Бо́рха Вале́ро Игле́сиас (исп. Borja Valero Iglesias; род. 12 января 1985[…], Мадрид) — испанский футболист, полузащитник. Сыграл один матч за национальную сборную Испании.

## Карьера
Валеро является воспитанником футбольной школы клуба «Реал Мадрид», с 2005 по 2007 годы выступал за вторую команду «Реала» в Сегунде, также сыграл несколько матчей за основной состав в Кубке Испании и Лиге чемпионов.
В августе 2007 года Валеро, ставший свободным агентом, подписал пятилетний контракт с «Мальоркой». В чемпионате Испании 2007/08 Борха провёл 35 матчей (17 из них в основном составе) и забил 4 гола.
22 августа 2008 года Валеро перешёл в английский клуб «Вест Бромвич Альбион», ранее получивший право выступать в Премьер-лиге. Трансфер футболиста обошёлся англичанам в 4,7 миллионов фунтов, с игроком был подписан контракт на четыре года с возможностью продления клубом ещё на один год. В Премьер-лиге Валеро сыграл 31 матч, но не смог помочь своему клубу избежать вылета из элитного дивизиона в 2009 году.
В последние часы летнего трансферного окна 2009 года Валеро был отдан в годичную аренду «Мальорке». В сезоне 2009/10 Борха был ведущим игроком команды, сыграл за неё 33 матча, забил 5 голов. Он помог «Мальорке» занять 5-е место в чемпионате Испании и был удостоен приза Don Balón лучшему испанскому игроку сезона.
8 июля 2010 года Валеро был отдан в аренду в «Вильярреал» с правом выкупить права на футболиста, чем «Вильярреал» и воспользовался 1 июля 2011, выкупив у «Вест Бромвича» права на Валеро.
Валеро выступал за «Фиорентину» с 2012 года. За это время он провёл в составе команды из Флоренции более 200 матчей.
10 июля 2017 года игрок перешел в миланский «Интернационале». По неофициальным данным, сумма трансфера составила € 5,5 млн. Кроме того, «Фиорентина» может получить ещё € 1,5 млн в качестве возможных бонусов. Контракт с 32-летним хавбеком подписан до 30 июня 2020 года.